# Els Caubos
Els Caubos és una muntanya de 1.600 metres que es troba al municipi d'El Pont de Suert, a la comarca catalana de l'Alta Ribagorça.